# Tentures de la vie de saint Remi
Les tentures de la vie de saint Remi sont dix grandes tapisseries qui retracent les épisodes de la vie et les miracles de saint Remi, saint Apôtre des Gaules.
Elles sont tissées en laine et soie et exposée au musée Saint-Remi de Reims.

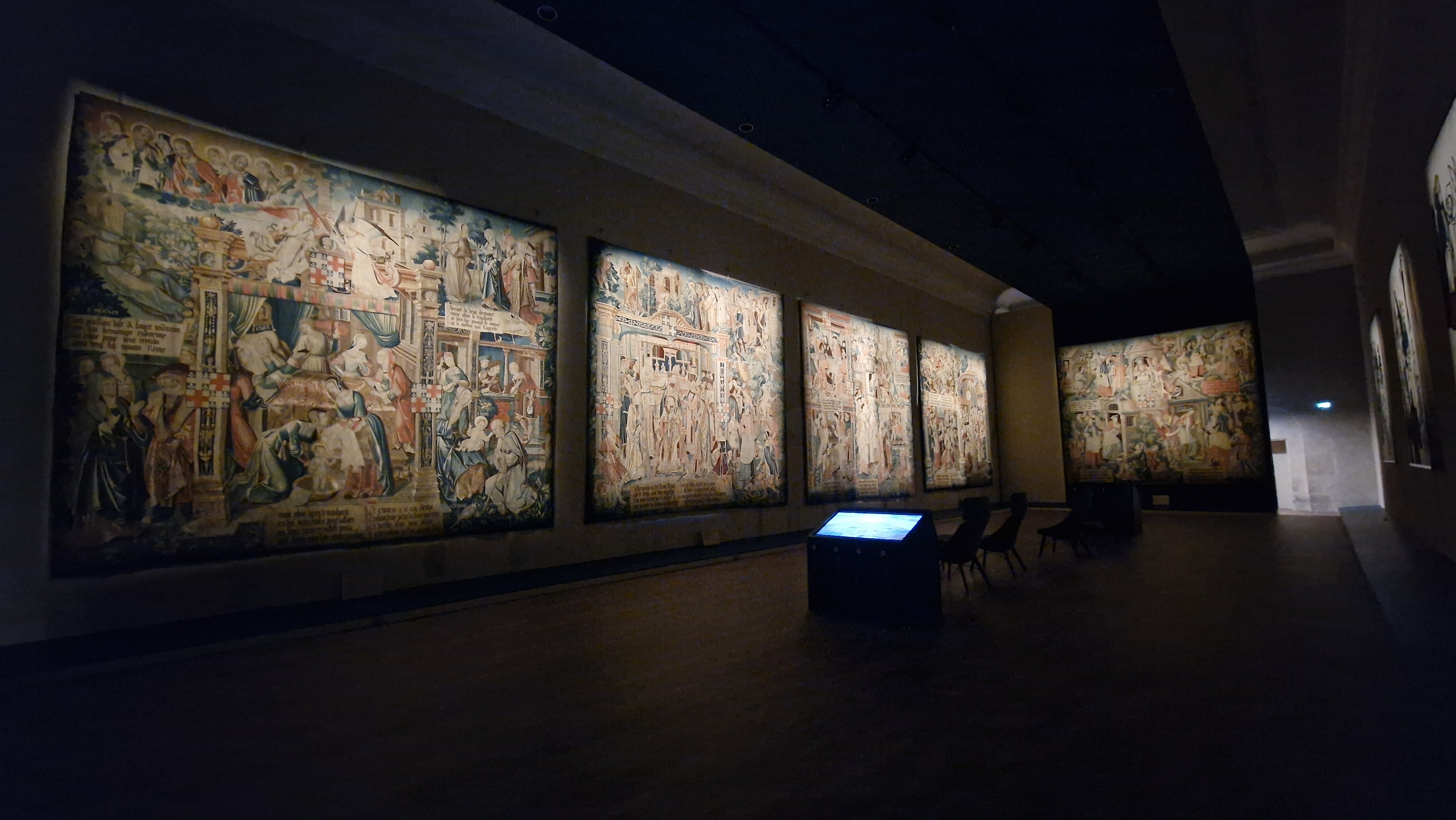
Les cinq premières tapisseries issues des tentures de la vie de Saint-Remi exposées après leur restauration de 2023-2024 au musée Saint-Remi à Reims

## Historique

### Réalisation
Elles ont été réalisées entre 1523 et 1531 et furent offertes à l'abbaye Saint-Remi par l'archevêque de Reims, Robert de Lenoncourt. Elles avaient pour vocation d’orner la basilique et de servir d’isolant.
Ces tapisseries sont classées au titre d’objet en date du 20 avril 1896.
Les tapisseries ne comportent pas de texte à proprement parler, mais des inscriptions brodées en lettres gothiques sur des phylactères permettent d'identifier les personnages et de commenter les scènes représentées.
De plus, les tapisseries sont également décorées de deux banderoles portant des devises :
- Banderole supérieure : "Dieu soit loué et la Vierge Marie."
- Banderole inférieure : "Qui a bon commencement à bonne fin."

### Dépose des tentures
Elles ont été décrochées en 2017 afin d’être préservées en vue d’une restauration.
Celle-ci a commencée en 2021 financée en partie par un appel à don,.
Les tapisseries ont été restaurées par la manufacture royale de Wit en Belgique de 2023 à 2025. Une tapisserie nécessite six à huit mois de travail.

### Exposition des tentures
Au fur et à mesure de leur restauration, les tapisseries sont exposées au musée Saint-Remi de Reims, dans une salle dédiée, conçue pour leur conservation optimale.
Les trois premières tapisseries restaurées de la vie de saint Remi sont à nouveau exposées depuis le 16 septembre 2023.
En avril 2024, deux autres tentures (la première et la cinquième) rejoignent à nouveau le musée Saint-Remi.
Pour accueillir ces tapisseries restaurées, le musée a effectué d'importants travaux d'un montant de 370 000€. La salle est désormais plongée dans l'obscurité afin de préserver les tapisseries des effets néfastes du soleil. Le système d'accrochage des tapisseries  a été revu pour qu'elles ne soient plus suspendues par un système de clous mais plutôt par un système de velcro.

## Première pièce: la Naissance

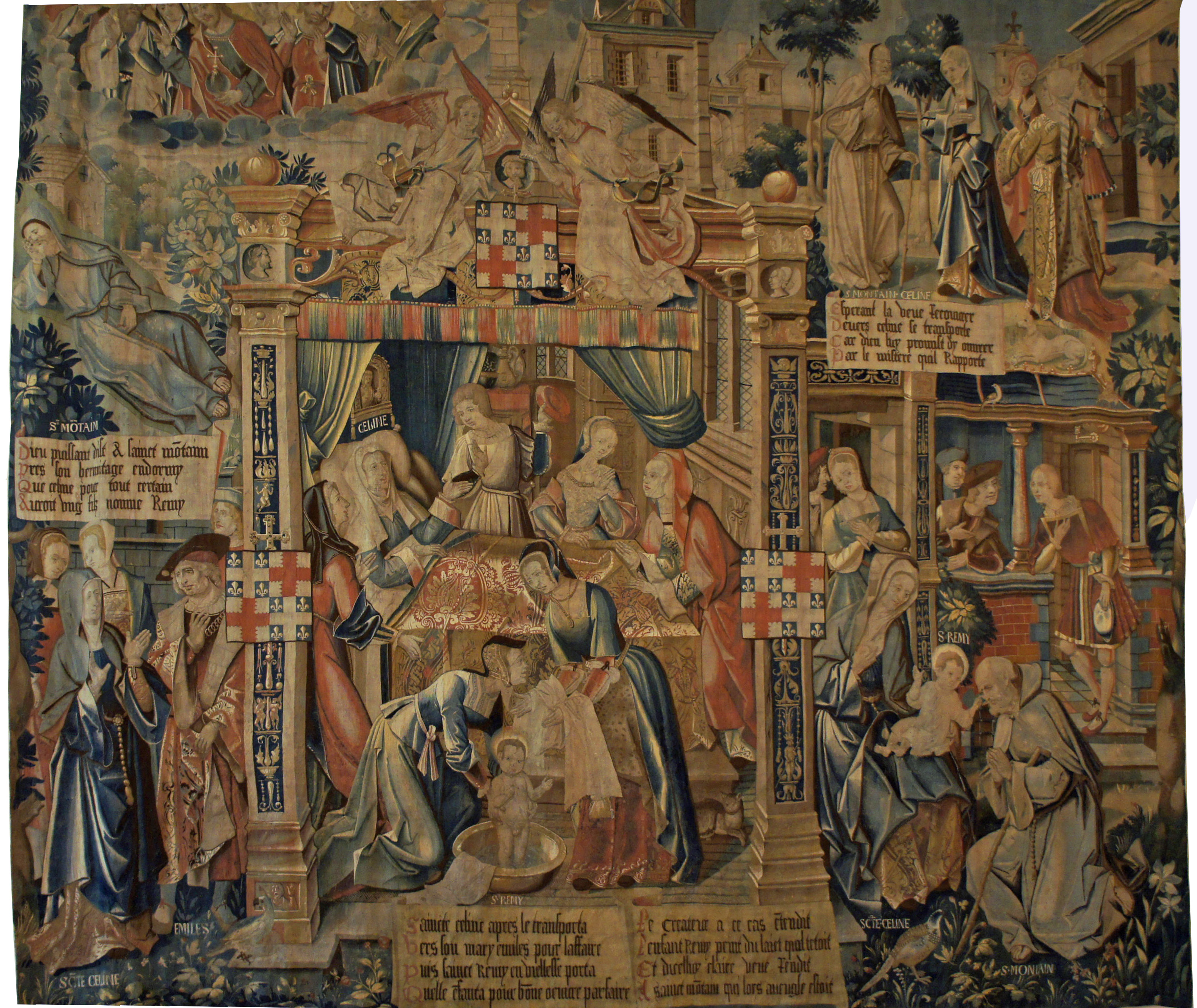
La Naissance de saint Remi.

Cette tapisserie met en scène la naissance de saint Remi, sa mère Céline, son père le comte Émile de Laon (Emilius) et saint Montan, ermite aveugle du massif des Ardennes.
Elle est divisée en cinq registres superposés, illustrant différents moments de la naissance de saint Remi.
- Registre supérieur gauche : apparition à saint Montan. Dans cette scène, saint Montan, ermite aveugle des Ardennes, est endormi près de son ermitage. Dans un nuage lui apparaissent le Christ, la Vierge et des apôtres, qui lui annoncent que Céline, épouse du comte Émile de Laon, enfantera un fils qui deviendra un grand saint.
- Registre supérieur droit : annonce à Céline. Dans cette scène, saint Montan annonce l'heureuse nouvelle à Céline.
- Registre central : la naissance de saint Remi. Dans cette scène, la naissance de saint Remi est représentée dans une chambre richement décorée. Céline est allongée dans un lit à baldaquin, entourée de sages-femmes.Le nouveau-né, emmailloté, est présenté à son père, le comte Émile.
- Registre inférieur gauche : annonce à Émile de Laon. Dans cette scène, Céline annonce l'heureuse nouvelle à son époux, le comte Émile.
- Registre inférieur droit : la guérison de saint Montan. Dans cette scène, Céline tient sur ses genoux l'enfant Remi, qui redonne la vue à l’ermite Montain, en lui posant une goutte de lait maternel sur les yeux.

Chaque registre de la tapisserie "La naissance de saint Remi" contribue à raconter l'histoire miraculeuse de la naissance du saint et à illustrer les interventions divines qui l'ont entourée.

## Deuxième pièce: la consécration de saint Remi

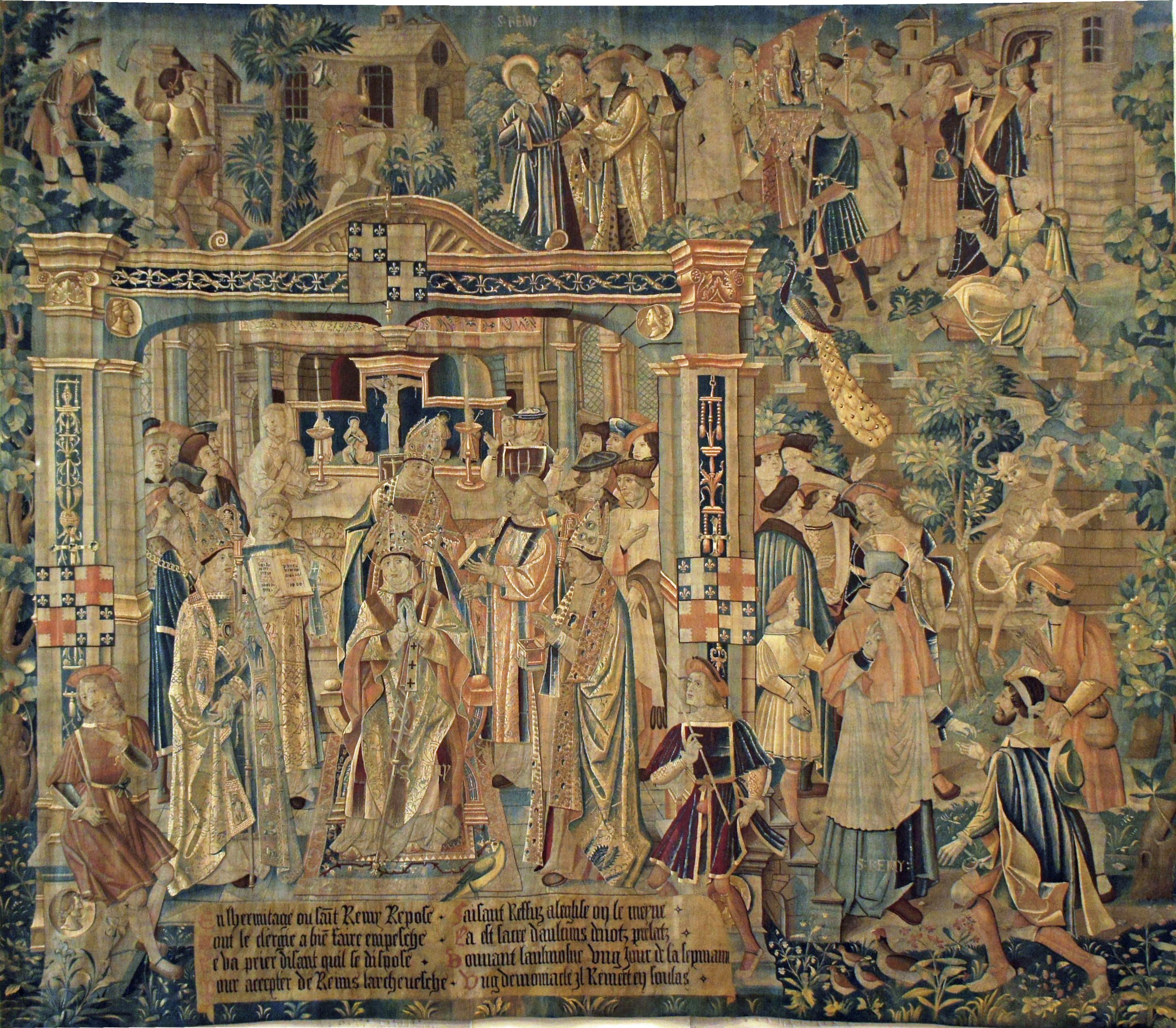
La consécration de saint Remi.

Cette tapisserie met en scène la consécration de saint Remi et son premier miracle .
Elle est divisée en deux registres superposés, illustrant deux moments importants de la vie de saint Remi : 
- Registre supérieur : la vocation de saint Remi. Trois scènes sont représentées.
  - Au milieu, une procession d’habitants de la ville de Reims, débouchant d’une porte monumentale et transportant une statue de Vierge à l’Enfant, vient chercher saint Remi pour qu’il devienne leur évêque.
  - À gauche, saint Remi ayant refusé, des habitants détruisent l’oratoire à l’aide de pioches.
  - À droite, une mendiante et son enfant.
- Registre inférieur : la consécration de saint Remi. Ce registre comporte deux scènes : 
  - À gauche : saint Remi est sacré évêque de Reims.
  - À droite : premier miracle de saint Remi. Il bénit un possédé du démon, à genoux. Au dessus, deux démons s’enfuient dans les airs.

Cette tapisserie célèbre ainsi la sainteté et l'influence de saint Remi dans la région de Reims, tout en inspirant la piété et la foi chez les fidèles.

## Troisième pièce: l’incendie de Reims

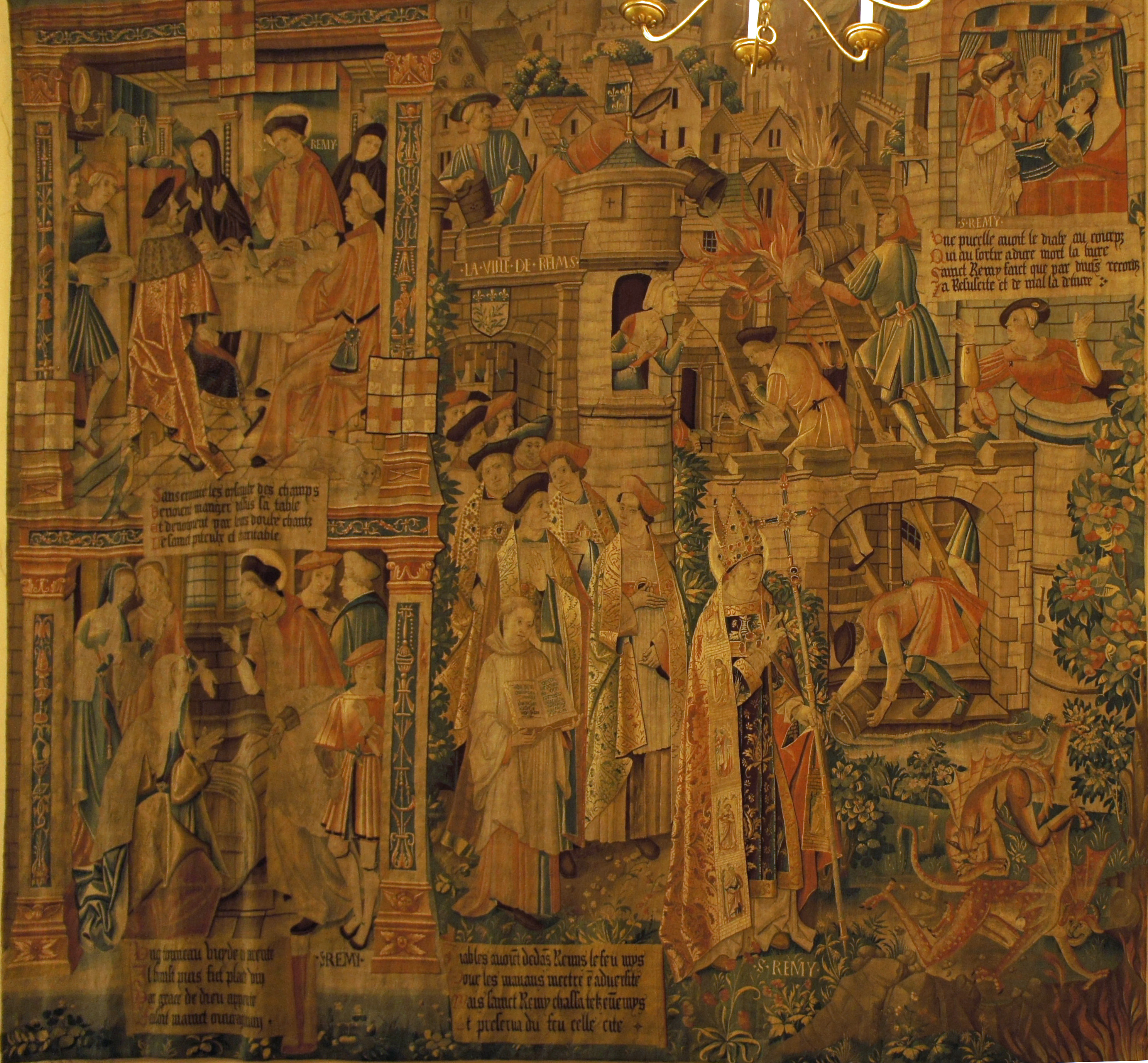
L’incendie de Reims.

La tapisserie célèbre le pouvoir et les miracles de Saint Remi en illustrant quatre des nombreux miracles qui lui sont attribués.
La tapisserie est divisée en quatre registres superposés, illustrant l’incendie de Reims et le rôle de saint Remi : 
- Registre supérieur gauche : le miracle des oiseaux. Des oiseaux apportent du pain à saint Remi lorsqu'il manque de nourriture.
- Registre supérieur droit : la résurrection d’une jeune Toulousaine. Ce miracle raconte la résurrection d'une jeune femme de Toulouse, possédée par un démon, que saint Remi a réussi à chasser.
- Registre inférieur gauche : le miracle du vin. Ce miracle relate le récit où saint Remi a béni un tonneau de vin lors d'un mariage à Limoges, transformant l'eau en vin pour la célébration.
- Registre inférieur droit : l’incendie de Reims. Ce miracle montre saint Remi intervenant pour protéger la ville en en priant pour que l'incendie soit éteint.

Cette tapisserie est représentative de la foi et de la dévotion de saint Remi envers sa ville et son peuple, ainsi que dans sa croyance en l'intervention divine pour protéger et sauver ceux qui sont en danger. La tapisserie témoigne de l'importance spirituelle de saint Remi dans l'histoire de Reims et de son impact sur la vie religieuse et culturelle de la région.

## Quatrième pièce: le baptême de Clovis

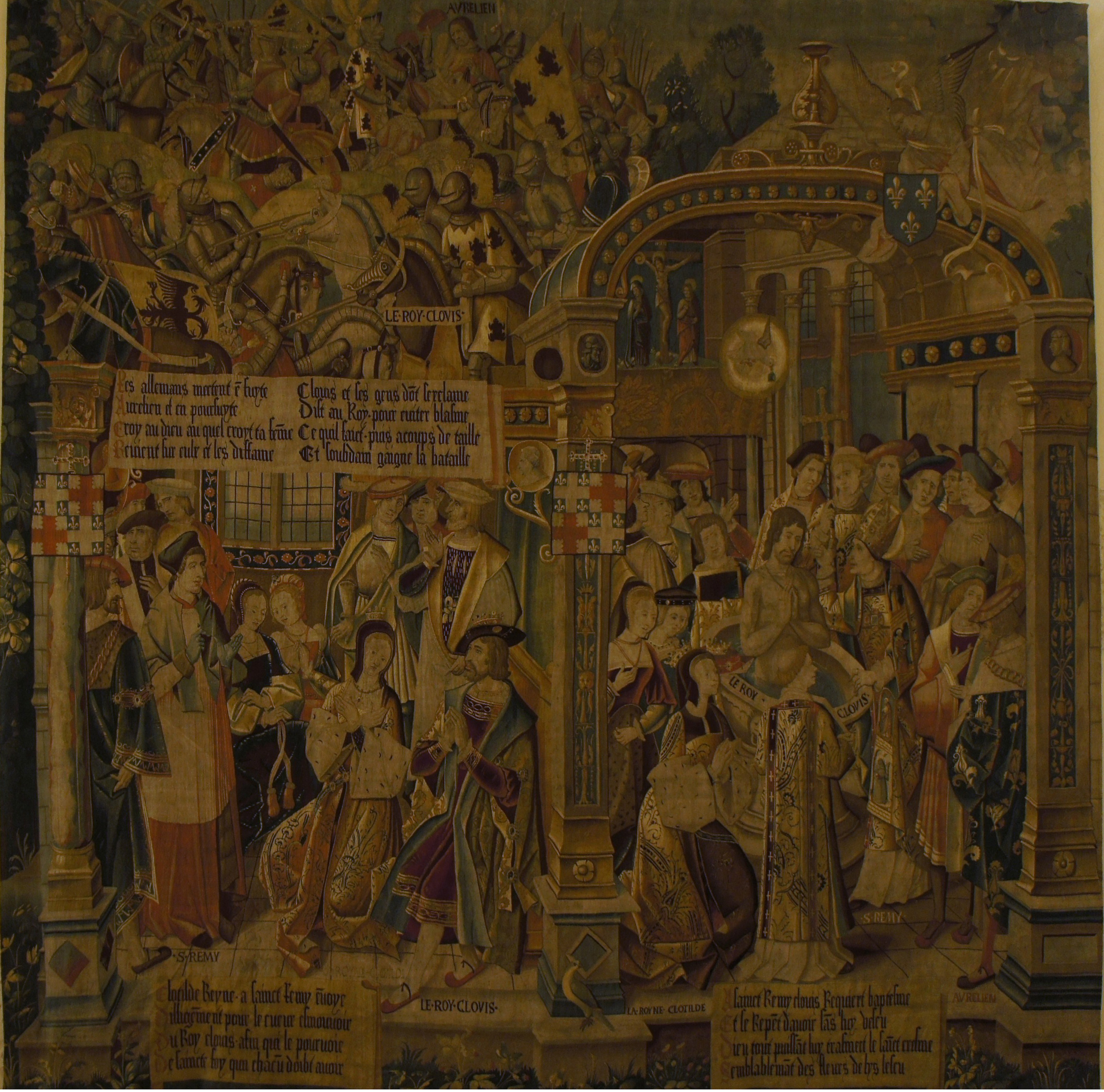
Le baptême de Clovis.

La tapisserie "Le baptême de Clovis" raconte un événement majeur de l'histoire de France et de la conversion du roi Clovis au christianisme.
La tapisserie est divisée en trois registres.
- Registre supérieur gauche : la bataille de Tolbiac. La victoire de Clovis à la bataille de Tolbiac, un événement crucial qui a conduit à sa conversion au christianisme.
- Registre inférieur gauche : l’initiation religieuse du roi Clovis. Cette scène représente saint Remi instruisant Clovis dans la foi chrétienne après son baptême.
- Registre à droite : le baptême de Clovis. C'est le moment central de sa conversion au christianisme, symbolisant son engagement envers la foi chrétienne et sa reconnaissance de l'autorité spirituelle de l'Église catholique

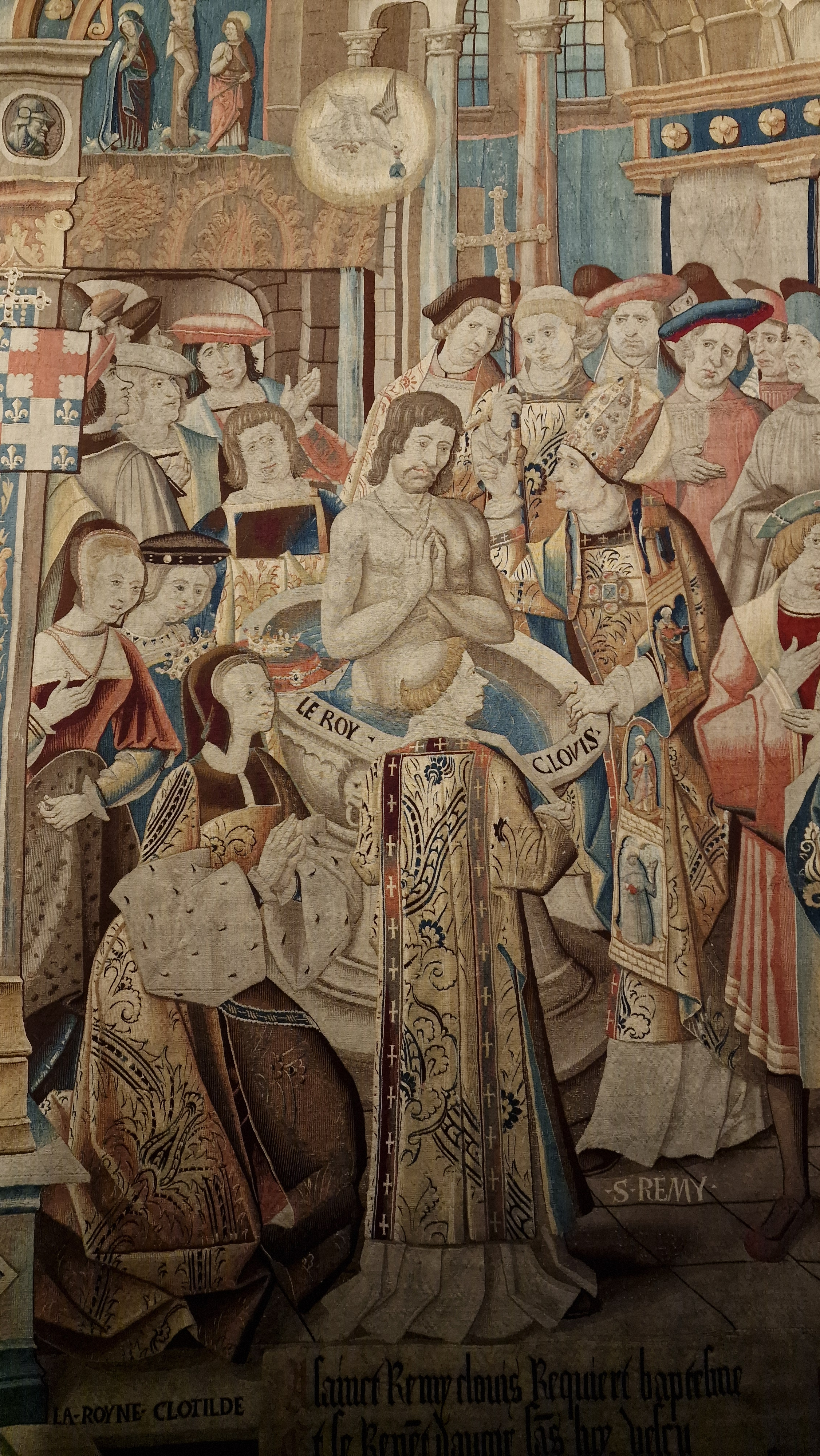
Plan rapproché de la quatrième tapisserie (baptême de Clovis) après sa restauration de 2023

Cette tapisserie raconte l'histoire de la conversion de Clovis et illustrent l'importance de cet événement tant sur le plan politique que religieux, marquant le début de la christianisation de la France et le lien étroit entre l'Église et la royauté mérovingienne.

## Cinquième pièce: les épreuves de saint Genebaud

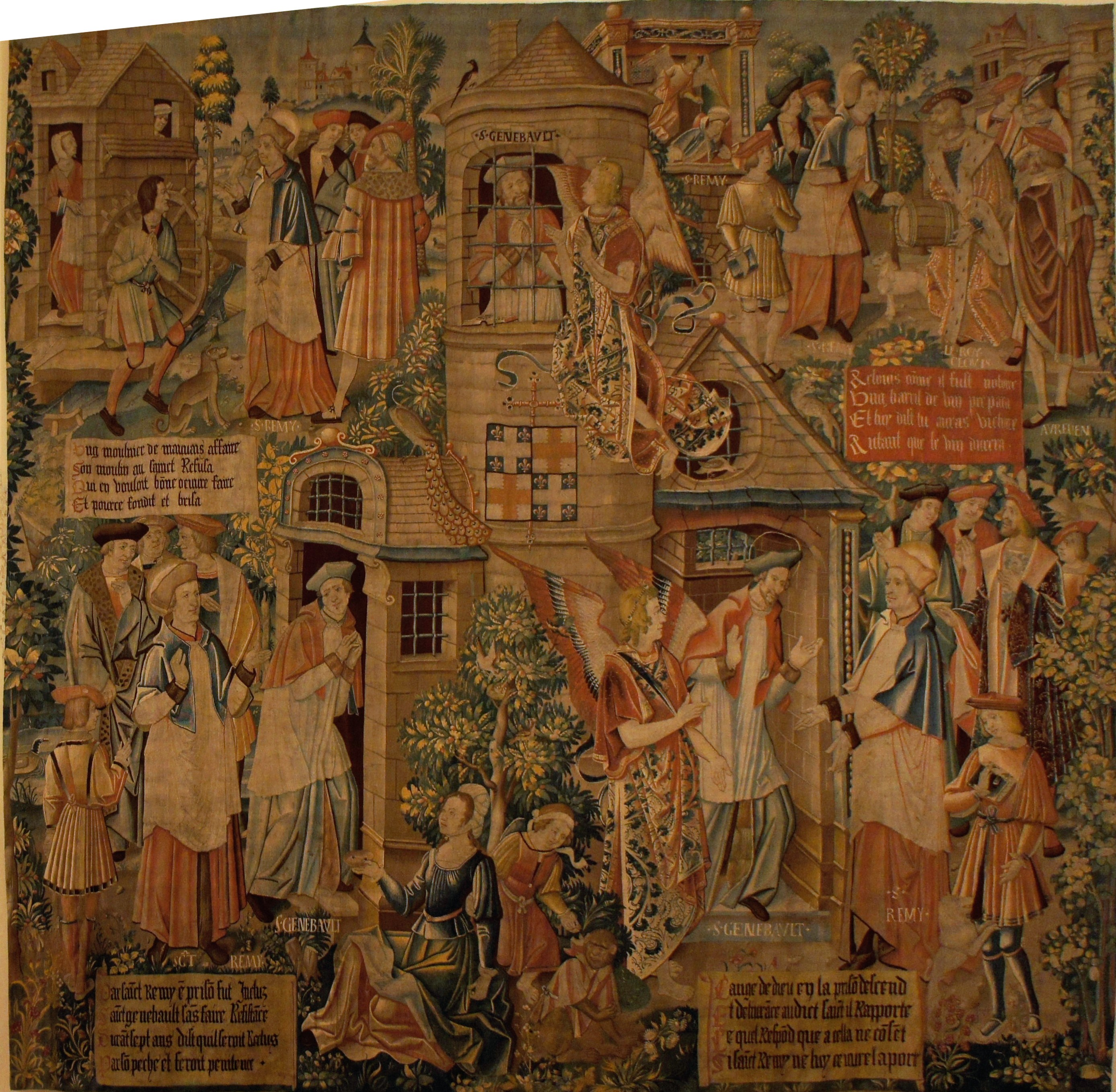
Les épreuves de saint Genebaud.

La tapisserie "Les épreuves de saint Genebaud" raconte la vie de Saint Remi et les liens avec saint Genebaud, également connu sous le nom de saint Gibaud. Saint Genebaud était un disciple de saint Remi et l'évêque de Clermont au VIe siècle.
La tapisserie présente cinq registres.
- Registre supérieur gauche : la punition d'un meunier. La scène illustre saint Remi infligeant une punition divine à un meunier pour un acte répréhensible, mettant en avant l'autorité morale et la justice du saint.
- Registre supérieur droit : le songe de saint Remi. Saint Remi reçoit une vision prophétique du roi Clovis, symbolisant sa future conversion au christianisme, soulignant le rôle prophétique de saint Remi dans l'histoire de la France.
- Registre inférieur gauche : la rencontre entre saint Remi et saint Génébaud. Saint Remi accueille saint Génébaud en prison, illustrant leur interaction spirituelle et soulignant l'engagement de saint Remi envers la justice et la compassion.
- Registre central : saint Génébaud en prison. Saint Génébaud est représenté derrière les barreaux, gardé par un ange, symbolisant sa persévérance et sa foi inébranlable malgré l'adversité.
- Registre inférieur droit : la libération de saint Génébaud. Saint Génébaud est délivré de sa prison, accueilli par un ange et saint Remi, symbolisant la victoire de la foi et la rédemption après l'épreuve.

Chaque registre de la tapisserie "Les épreuves de saint Génébaud" contribue à raconter une histoire complexe de foi, de persévérance et de relation avec le divin, mettant en avant les enseignements spirituels et moraux de saint Remi et de saint Génébaud.

## Sixième pièce: la résurrection d’un bourgeois

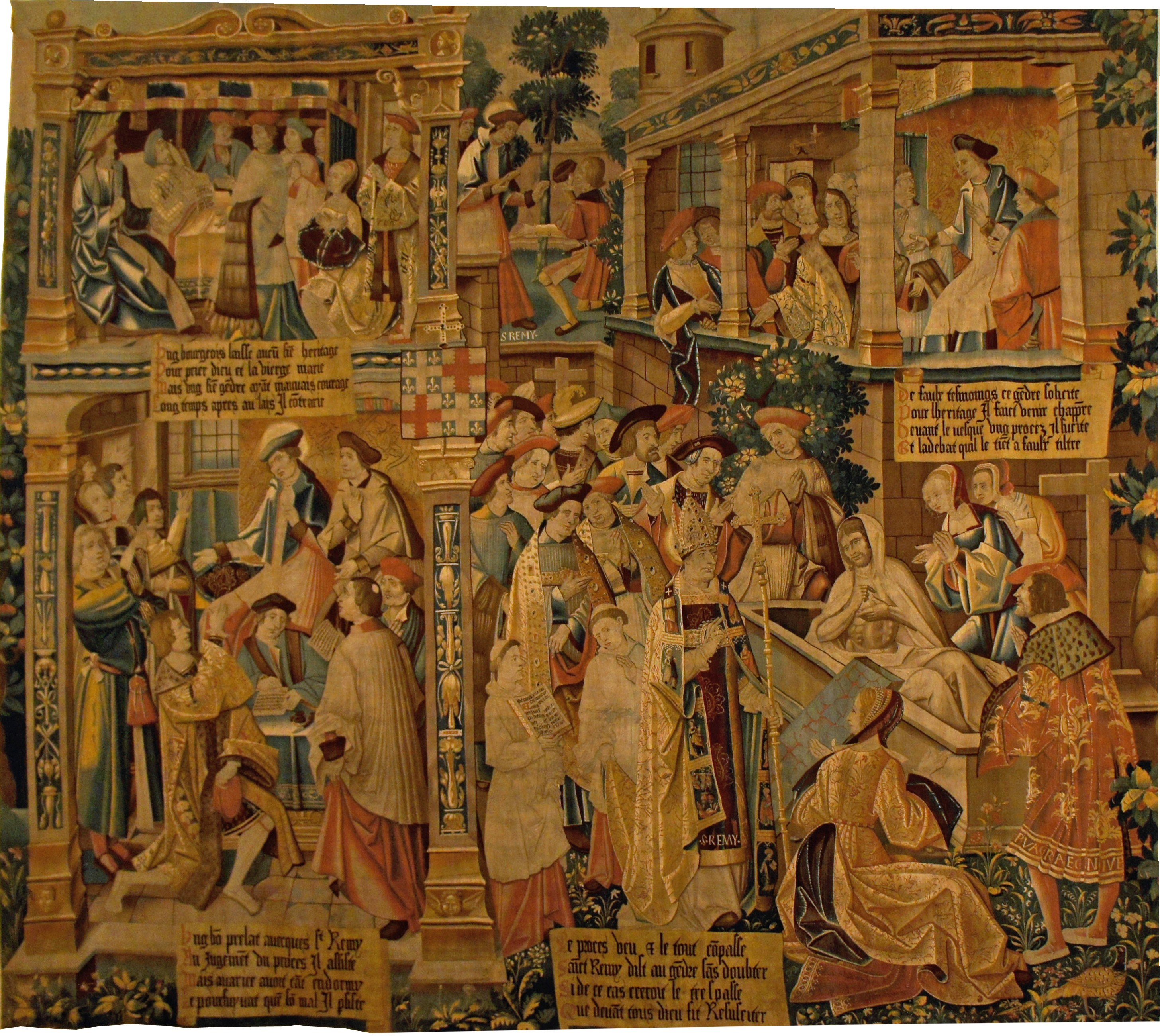
La résurrection d’un bourgeois.

La tapisserie "La résurrection d’un bourgeois" illustre avec détail et finesse les épisodes clés entourant la vie et les miracles de saint Remi, au travers d’un récit riche en intrigue, en justice et en dévotion, reflétant les valeurs spirituelles et sociales de l'époque médiévale.
- Registre supérieur gauche : le testament du bourgeois. Le bourgeois rédige son testament entouré de ses proches et de témoins, marquant un moment crucial dans la succession de son héritage. Il lègue l'ensemble de ses biens à l'Eglise.
- Registre supérieur droit : le défi du testament. Le gendre du bourgeois, accompagné d'autres seigneurs, conteste la validité du testament devant l'évêque, tandis que saint Remi est accueilli en extérieur par un homme agenouillé, tenant son bréviaire
- Registre inférieur gauche : le procès. Saint Remi et l'évêque siègent pour juger du litige autour du testament, avec le gendre et les témoins présentant leurs arguments, illustrant un moment de justice et de délibération juridique.
- Registre inférieur droit : la résurrection du bourgeois. A défaut de connaitre la vérité, Saint Remi ressuscite le mort. Il est représenté, revêtu de ses habits épiscopaux, et bénit le bourgeois ressuscité dans son sarcophage, entouré de témoins émerveillés, illustrant le miracle de la résurrection orchestré par le saint.

Chaque registre transmet des messages théologiques et sociaux, mettant en lumière des aspects importants de la vie médiévale, tels que la foi, la justice, et les relations sociales.

## Septième pièce: le miracle du concile

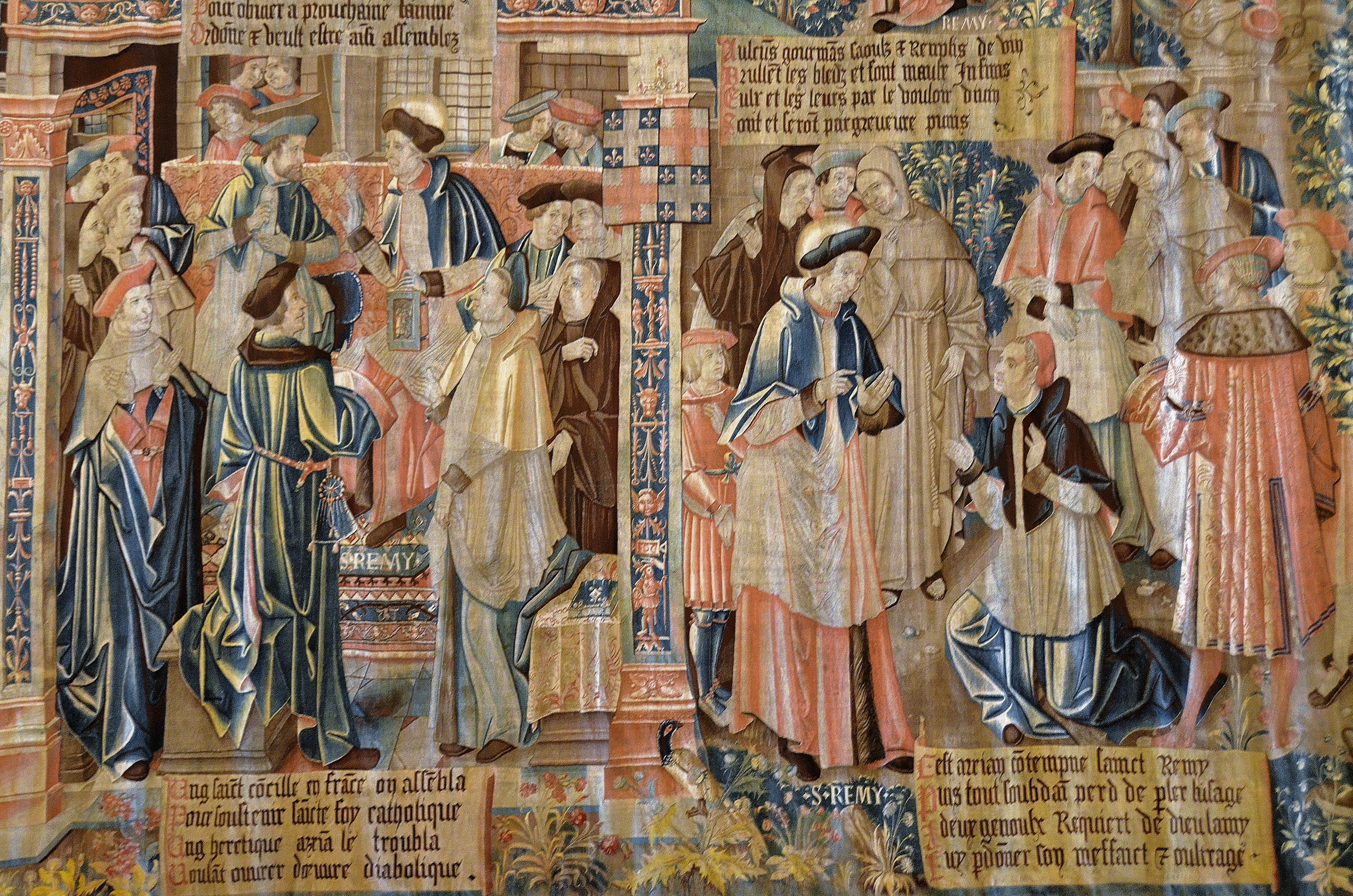
Le miracle du concile.

Le miracle du concile dépeint la sagesse et l'autorité de saint Remi, qui prévoit l'incendie des gerbes de blé, condamne les coupables, combat l'hérésie arienne et convertit miraculeusement un évêque arien, démontrant ainsi sa sainteté et son pouvoir divin.
La tapisserie présente quatre registres :
- Registre supérieur gauche : l'incendie des gerbes de blé. Cette scène représente quatre hommes ivres mettant le feu aux réserves alimentaires prédites par saint Remi, illustrant la conséquence désastreuse de leur irresponsabilité.
- Registre supérieur droit : la réaction de saint Remi. Il descend de son cheval, maudit ceux responsables de l'incendie des gerbes de blé, témoignant de sa réprobation et de sa clémence divine.
- Registre inférieur gauche : le concile contre l'hérésie arienne. Ce concile dirigé par saint Remi contre l'hérésie arienne illustre sa détermination à défendre la foi et à combattre les croyances déviantes au sein de l'Église.
- Registre inférieur droit : la conversion de l'évêque arien. Saint Remi opère un miracle en rendant la parole à l'évêque arien muet, symbolisant sa conversion et la puissance de la foi sur l'hérésie

Chaque registre de la tapisserie met en lumière sa sagesse, son autorité religieuse, et sa capacité à opérer des miracles, tout en soulignant sa lutte contre l'hérésie et son engagement envers la protection de son peuple.

## Huitième pièce: la mort de saint Remi

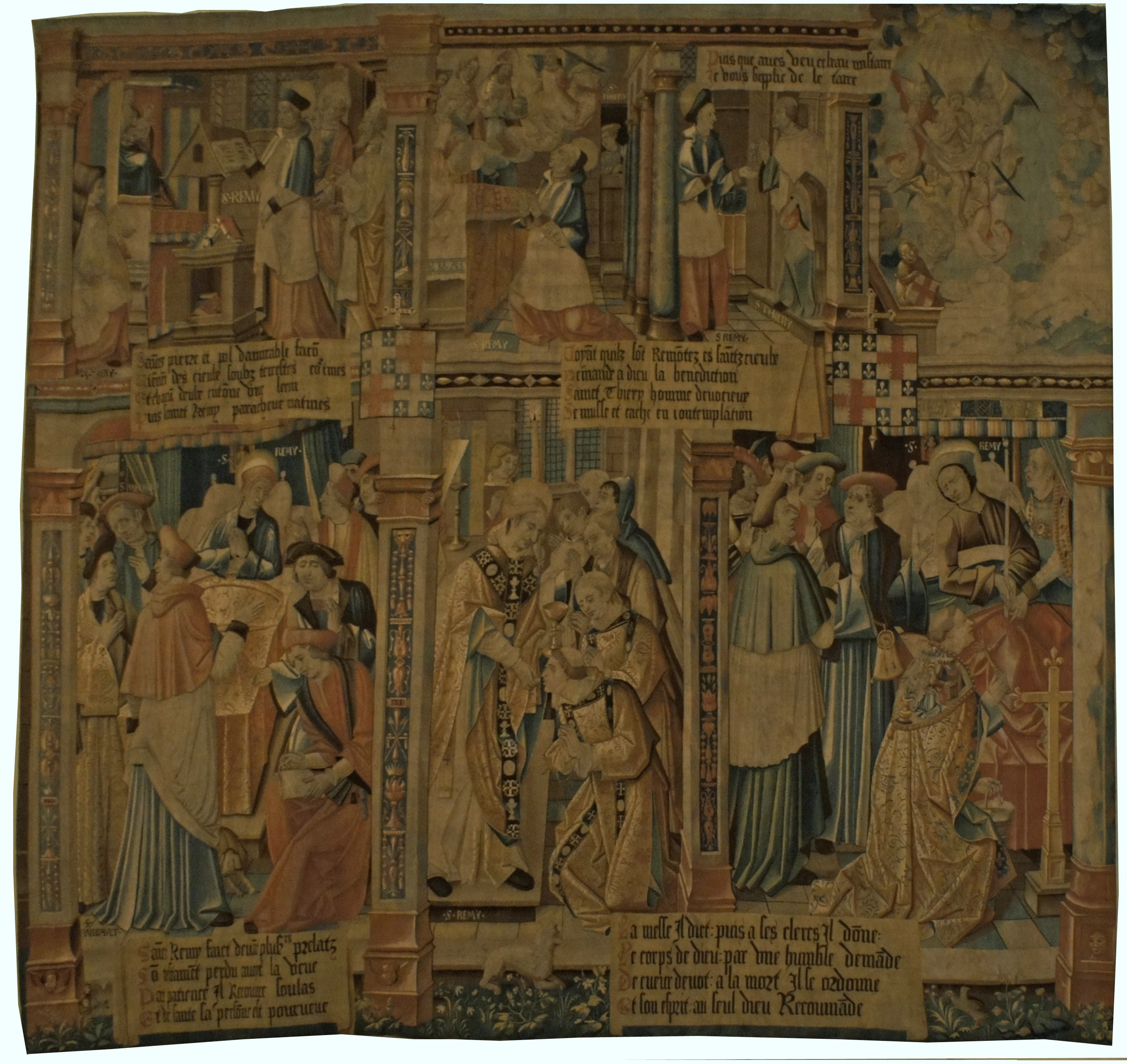
La mort de saint Remi en 533.

La tapisserie 'La mort de saint Remi' du musée Saint Remi de Reims présente plusieurs scènes, allant de la rédaction du testament de saint Remi à son dernier acte de communion avec son clergé, jusqu'à son décès paisible entouré de fidèles, suivi de l'ascension de son âme vers le ciel par des anges.
La tapisserie présente sept registres :
- Registre en haut à gauche : saint Remi chantant les matines. Saint Remi est représenté debout devant un lutrin avec des livres, chantant les matines face à un autel portant une statue de la Vierge à l'Enfant. À sa gauche se tient saint Thierry, tandis que saint Pierre et saint Paul, venus du ciel, chantent l'office avec saint Remi.
- Registre en haut au milieu (gauche) : apparition divine à saint Remi. Dieu le Père, le Christ et des anges apparaissent à saint Remi, agenouillé face à un autel. Saint Thierry assiste à la scène derrière la porte au fond.
- Registre en haut au milieu (droite) : saint Remi demande le secret à saint Thierry. Saint Remi fait face à saint Thierry et lui demande de garder secrète la scène à laquelle il a assisté.
- Registre en bas à gauche : le testament de saint Remi. Saint Remi est allongé dans son lit, les mains jointes, pendant qu'un clerc écrit son testament. Autour du lit se trouvent des évêques, des clercs et d'autres personnages, dont saint Génébaud et saint Médard.
- Registre en bas au milieu : la dernière communion de saint Remi. La veille de sa mort, saint Remi donne la communion à son clergé. Il est debout, tenant un calice, et donne une hostie à un clerc agenouillé.
- Registre en bas à droite : la mort de saint Remi. Saint Remi est allongé sur son lit de mort, les mains jointes sur un cierge. Plusieurs personnages l'entourent, attristés, tandis qu'un clerc, au premier plan, tient un seau à eau bénite et un goupillon.
- Registre en haut à droite : l'âme de saint Remi emportée au ciel. L'âme de saint Remi est emportée au ciel par quatre anges.

La tapisserie "La mort de saint Remi" semble illustrer les moments finaux de la vie de saint Remi, évêque de Reims. Elle évoque le passage de la vie terrestre à la vie céleste, mettant en avant la piété et la dévotion entourant la figure de saint Remi, ainsi que son importance spirituelle pour la communauté chrétienne. La tapisserie capture également le respect et la tristesse ressentis par ses fidèles lors de son décès, tout en soulignant la croyance en sa sainteté et en son ascension vers le ciel.

## Neuvième pièce: les funérailles de saint Remi

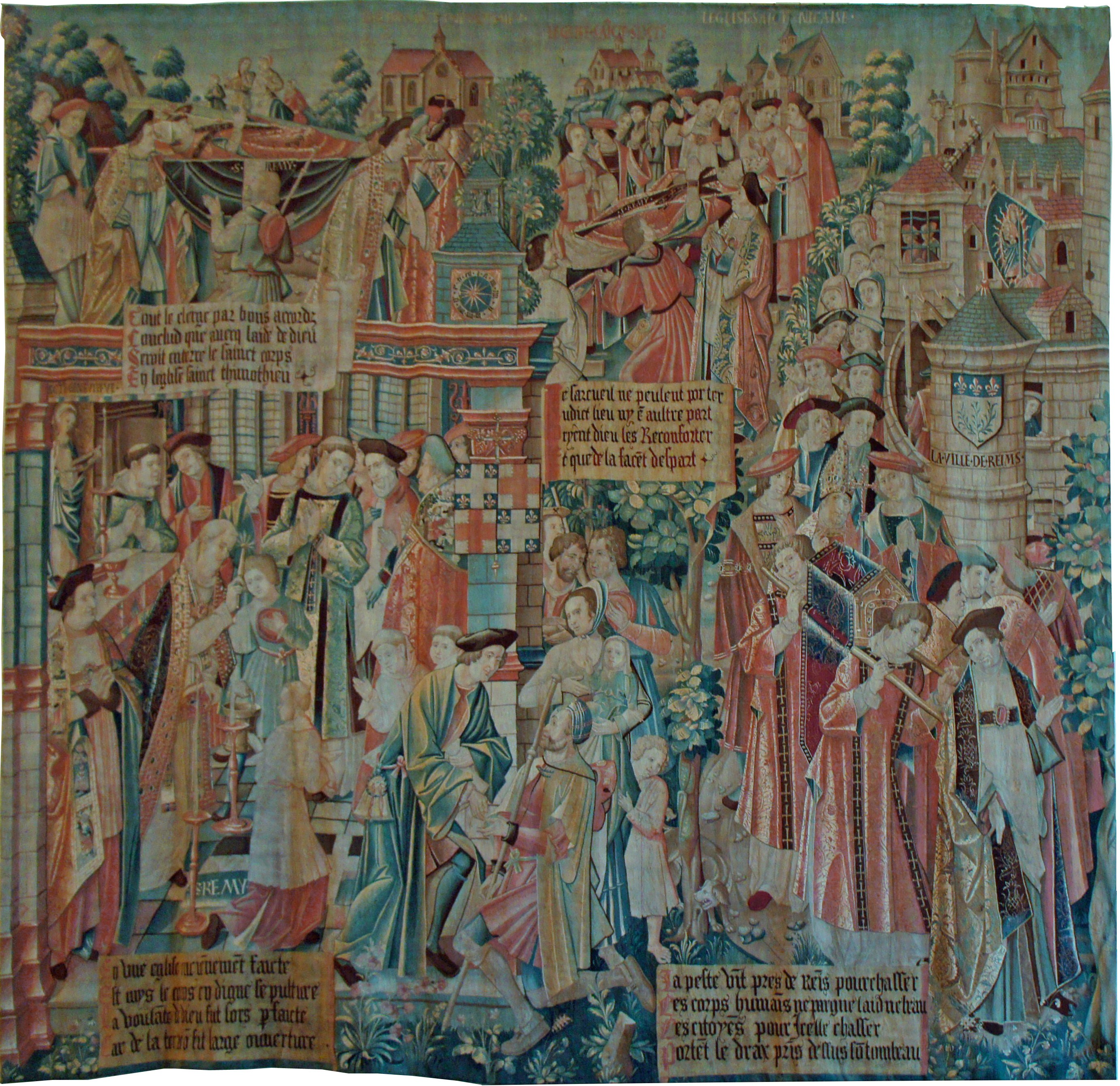
Les funérailles de saint Remi.

La tapisserie “ Les funérailles de Saint Remi “ du musée Saint Remi de Reims présente plusieurs scènes, décrit les étapes du cortège funèbre de saint Remi.
La tapisserie présente quatre registres :
- Registre supérieur gauche : le cortège funèbre. Le cortège, accompagné de prélats et de fidèles, avance solennellement vers l'église Saint-Timothée, témoignant de l'importance de l'événement.
- Registre supérieur droit : l'arrêt du cortège. Le cortège funèbre de saint Remi est stoppé lorsque son corps devient trop lourd pour les porteurs, bloquant ainsi la procession devant les églises Saint-Sixte et Saint-Nicaise en arrière-plan.
- Registre inférieur gauche : la préparation de la sépulture. Dans une chapelle, un évêque bénit un caveau devant l'autel de Sainte Geneviève, entouré de ses pairs et de clercs, tandis qu'à droite, un homme distribue des aumônes aux nécessiteux.
- Registre inférieur droit : la procession avec le linceul. Les habitants de Reims défilent en procession, portant le linceul de saint Remi sur une châsse portée par deux clercs.

La tapisserie "Les funérailles de Saint Remi" illustre le rituel et la solennité entourant les funérailles de saint Remi, mettant en avant la dévotion de la population de Reims envers leur saint évêque, ainsi que le respect et l'hommage rendus par les membres du clergé et la communauté locale.

## Dixième pièce: dernière suite des Miracles

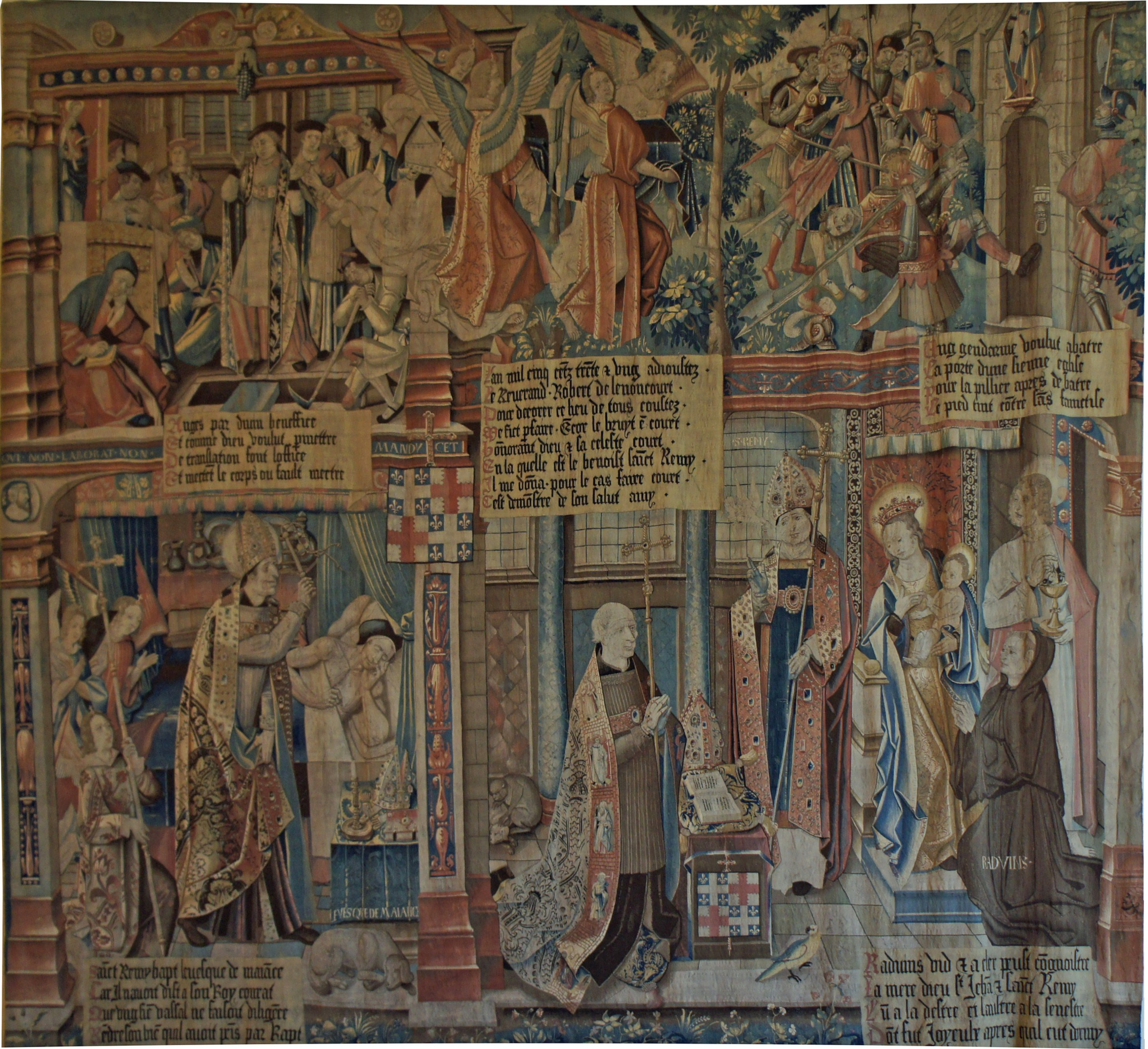
Dernière suite des Miracles.

La tapisserie “ dernière suite des Miracles “ du musée Saint Remi de Reims décrit différents moments post mortem de saint Remi ainsi que la scène de dévotion de Robert de Lenoncourt envers la Vierge Marie.
La tapisserie présente quatre registres :
- Registre supérieur gauche : dans une chapelle, un groupe de clercs et de laïcs s'étonne de trouver une crypte ouverte et vide. Trois d'entre eux sont accroupis, l'un tenant une pioche. À gauche, un autel consacré à sainte Geneviève est visible. À droite, quatre anges emportent le sarcophage de saint Remi.
- Registre supérieur droit : punition des soldats pillards. Un groupe de soldats armés de lances et de hallebardes tente d'entrer dans un édifice religieux surmonté d'une statue de saint Remi. L'un d'eux essaie d'enfoncer la porte avec son pied.
- Registre inférieur gauche : le songe d'Hérigaire. L'évêque de Mayence est endormi dans son lit. Près de lui apparaît saint Remi, vêtu des habits épiscopaux, tenant un fouet avec lequel il frappe le corps de l'évêque. Au pied du lit se trouvent trois anges, l'un tenant une croix.
- Registre inférieur droit : Robert de Lenoncourt (archevêque de Reims) est représenté à genoux, les mains jointes, vêtu de la chape et tenant une croix. Face à lui, la Vierge est assise sur un trône, portant l'Enfant Jésus. À ses côtés se tiennent debout saint Remi et saint Jean. La colombe du Saint-Esprit tenant la sainte Ampoule vole près de saint Remi. À droite, à genoux, se trouve Raduin.

Ensemble, ces registres illustrent la piété, la protection divine, et l'autorité spirituelle associées à saint Remi, ainsi que la dévotion envers la Vierge Marie et les saints, représentée par Robert de Lenoncourt.